# Limitanei
Les Limitanei  (litt : soldats des frontières) aussi appelés Ripenses ou Riparienses milites (litt : soldats sur les rives [du Rhin au Danube]) étaient des unités qui, après les réorganisations des empereurs Dioclétien et  Constantin, composaient avec les comitatenses (litt : ceux qui accompagnent [l’empereur]), l’armée romaine de l’Antiquité tardive. Contrairement aux comitatenses, palatini et scholae, utilisés aux quatre coins de l’empire lors de conflits majeurs, les limitanei étaient stationnées le long des frontières qu’ils avaient pour mission de protéger.
Le rôle des limitanei semble s’être transformé considérablement entre le moment de leur création aux IIIe siècle et IVe siècle et leur disparition aux VIe siècle et VIIe siècle,. Avec l’extension de l’empire sous les premiers empereurs, il devint bientôt nécessaire d’en protéger les frontières de plus en plus éloignées, menacées par les invasions germaniques ou perses qui se multiplièrent au début de l’Antiquité tardive. Les anciens camps que montaient tous les jours les légionnaires au cours de leurs campagnes, faits de palissades de bois et de remblais de terre, se transformèrent progressivement en camps fortifiés en pierre avec larges fossés défensifs et les tentes des légionnaires firent place à des baraques en dur et à divers édifices servant à l’administration. Soldats répartis entre fantassins, cavaliers et marins, les légionnaires servant dans ces forts avaient comme principale fonction de protéger les frontières des invasions des tribus avoisinantes; d’autres tâches administratives s’y ajoutèrent progressivement rendant difficile leur retrait pour des campagnes militaires les envahisseurs potentiels profitant de leur absence. De plus en plus recrutés localement, ils reçurent non seulement la permission de se marier et de vivre avec leurs familles même pendant leur service militaire, mais encore se virent attribuer des terrains qu’ils pouvaient cultiver, si bien qu’ils furent longtemps considérés comme des « soldats-paysans ». 
Cette image est toutefois maintenant remise en question, même si le rôle précis des limitanei demeure incertain. La recherche antérieure insistait surtout sur la différence entre la mobilité des forces qui participaient aux grandes campagnes militaires (palatini et comitatenses) et la sédentarité des armées de frontières. La recherche contemporaine, tout en reconnaissant la validité de cette distinction, démontre que les limitanei pouvaient être intégrés à l’occasion au sein des forces mobiles (les pseudocomitatenses) et que des forces mobiles pouvaient être rétrogradées au rang de limitanei; elle met donc l’accent sur la différence de qualité entre les forces d’élite (palatini), les troupes de choc (comitatenses) et les unités régulières (limitanei), les premières participant évidemment plus souvent aux grandes campagnes militaires que les dernières, ce qui explique également leur statut et leur solde supérieurs.

## Création et développement

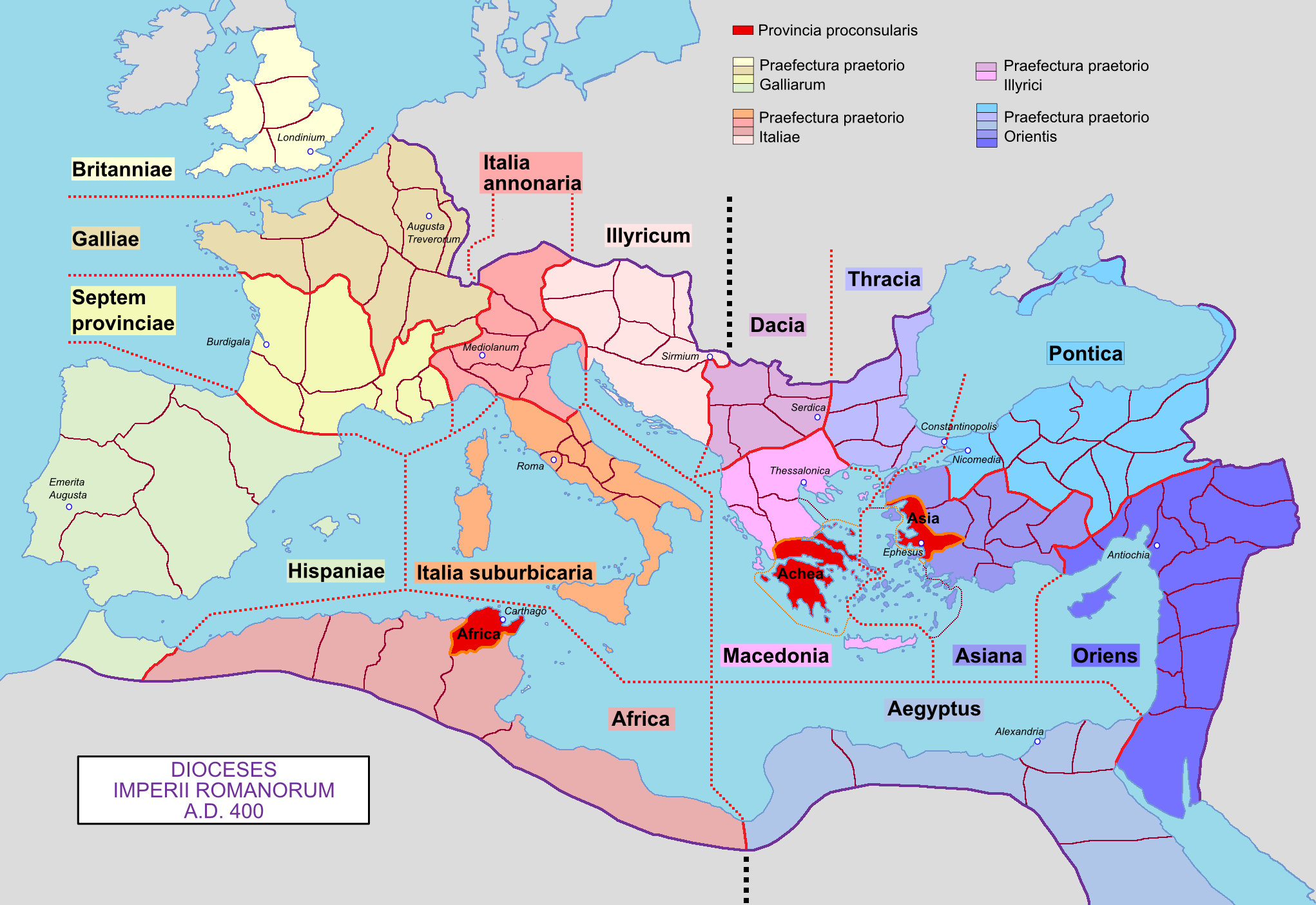
Carte de l’Empire romain après sa division en diocèses vers 400.

Depuis le principat et l’extension de l’empire sous Auguste, les principales troupes de défense des frontières étaient les alae (litt: "ailes" en référence au fait qu'elles étaient utilisées sur les côtés des armées) des forces auxiliaires de cavalerie ainsi que les cohortes d’infanterie auxquels s’ajoutèrent plus tard les numeri de tribus ethniques alliées. La mobilité essentielle à la défense militaire des frontières convenaient mieux à ces unités mobiles qu’aux légions qui avaient, elles, la tâche d’assurer la défense politique  de celles-ci par la vertu de leur seule présence.
Arrivé au pouvoir grâce à l’armée, Septime Sévère (r. 193-211), accorda aux légionnaires de nombreux privilèges qui eurent des répercussions profondes sur l’organisation même de l’armée romaine. Entre autres, les soldats ayant la citoyenneté romaine et dont la solde fut augmentée reçurent la permission de vivre hors des camps avec leur famille, leur mariage étant reconnu en 197,. De plus, le nombre de légions situées aux frontières de l’empire fut augmenté : de six à onze en Orient, de sept à douze sur le Danube. Seules les légions stationnées sur le Rhin diminuèrent, passant de huit à quatre, les invasions germaniques étant moins dangereuses que celles des Parthes. Les unités étant de plus en plus composées de légionnaires recrutés sur place, les troupes frontalières devinrent, chose impossible aux siècles précédents, sédentaires. Sous Sévère Alexandre (r. 222-235), ces privilèges continueront à croître. Au moment de la conquête, la possession de terres confisquées par Rome pour la construction de colonies de peuplement et dont les légionnaires n’avaient jusque-là que la jouissance devint héréditaires. Ces terres doivent dès lors être cultivées, de nouveaux foyers construits et protégés, les légionnaires devinrent non seulement soldats, mais aussi agriculteurs. De plus, des camps et forteresses furent construits le long des frontières naturelles aux abords des territoires conquis, si bien que se constitua au cours des décennies une armée des frontières (limitaneus, pluriel limitanei). 
Si le terme de limitanei n’apparait pour la première fois qu’en 363 dans le code de Théodose, leur existence était depuis un certain temps devenue réalité : les garde-frontières stationnés le long d’un fleuve ou d’une rivière sont souvent qualifiés dans les sources de Ripenses ou de Riparienses milites (litt. ceux qui observent les rives; de ripa = rivière, fleuve), ceux qui gardent les forts de « castellani » et ceux qui protègent les villages, « burgarii ». 
C’est aux réformes en profondeur de l’armée commencées par Dioclétien (r. 284-305) et terminées par Constantin (r. 306-337) que l’on doit la division définitive entre « armée mobile » et « armée de frontière ». Dioclétien consacra beaucoup d’efforts et d’argent au renforcement du limes. Dioclétien fragmentera les provinces existantes ou en créera de nouvelles, celles-ci passant de 47 à 85. Parallèlement, les légions virent leurs effectifs réduits, passant de 5 000 à 1 000 légionnaires et le mode de recrutement fut étendu aux soldats de la frontière qui eurent désormais l'obligation de faire entrer un fils dans l'armée, les populations rurales devant fournir des recrues à titre d’obligation fiscale. Par ailleurs, il sépara plus clairement les fonctions civiles et militaires, les limitanei se voyant en partie soustraits à l’autorité du gouverneur de la province (praeses provinciae) et  mises sous celles de « duces » (sing. dux), militaires de carrière. 
C’est toutefois Constantin qui créera par une loi de 325 un corps d’armée central, dont les légionnaires (comitatenses) auront des privilèges supérieurs aux ripenses, les légionnaires des régions périphériques. Selon un édit datant de 372, les recrues qui ne seront pas aptes à intégrer l’armée mobile ou armée de campagne seront affectés aux garde-frontières. On en viendra à ce que l’une des punitions pour un soldat de l’armée mobile pourra être la dégradation au rang de garde-frontière. 
Selon Denis van Berchem, les gouverneurs des anciennes provinces conservèrent jusqu’à Constantin la responsabilité des ailes et des cohortes qui appartenaient traditionnellement aux troupes auxiliaires (auxiliae). Toutefois, toutes les nouvelles unités que ce soit de fantassins ou de cavalerie (equites) plus nombreuses mais aux effectifs réduits passèrent sous l’autorité du dux afin de décharger celui-ci de la supervision des éléments non mobiles de l’armée et de se consacrer davantage à la supervision et à l’entrainement des petits groupes utilisés en cas d’attaques surprises, .
Par ailleurs, les auxiliae , unités formées à l’origine de guerriers recrutés dans les tribus alliées aux Romains sur le territoire où se tenait la campagne, et qui constituaient au IIIe siècle la plus grande partie des troupes cantonnées sur les « limites », ne sont pratiquement plus mentionnées dans les sources. Avec le début de l’Antiquité tardive, les soldats recrutés aux termes de traités de paix passés avec d’anciens ennemis, entrèrent directement dans l’armée, ce qui explique la présence d’un grand nombre de Germains dans l’armée y compris dans les rangs supérieurs, contribuant ainsi à ce que l’on a appelé la « barbarisation » de l’armée,.
Dans l’Empire romain d’Occident, les unités de limitanei n’existent pratiquement plus dès la fin du Ve siècle, soit que l’État ne soit plus en mesure de les payer, soit qu’elles aient été intégrées dans les royaumes visigoths, burgondes et ostrogoths qui se sont constitués sur les anciens territoires de l’empire. Dans l’Empire romain d’Orient, on les retrouve en Cyrénaïque (en partie sous le nom de kastresianoi), en Palestine, et dans les provinces à l’ouest de l’Afrique du nord, jusque vers la fin du VIe siècle. Après la destruction du royaume vandale, Justinien y installa de nouvelles unités en 534. Leur mission demeurait la même, soit qu’elles soient attachées à la garnison d’un fort ou à la protection d’une portion de limes, leurs unités ou numeri (forces précédemment irrégulières, maintenant intégrées dans l’armée avec leurs propres armes et leurs propres commandants) étant placées sous le commandement d’un dux, le commandant en chef portant le titre de magister militum per Africam. Leurs privilèges fiscaux étaient également maintenus. Leur désignation ne changea guère : limitanei, castresiani, riparenses castriciani et castellani . Procope affirme cependant quelques années plus tard que Justinien avait donné aux limitanei leur « caractère militaire » sur le front perse. À moins que les informations de Procope ne soient sujettes à caution sur ce point, il s’agit presque certainement de mesures de nature financière qui ne furent mises en application que dans quelques régions notamment parce que Justinien, après la « paix éternelle » de 532 croyait à tort avoir pacifié ce front de façon durable. Les dernières unités de limitanei devaient également disparaitre dans la foulée de la progression des conquérants arabes à partir de 630.

## Organisation, fonctions et tactiques
Les forces armées étaient essentiellement réparties en deux composantes. Les unités ayant la meilleure formation et les meilleurs légionnaires formaient le laterculum maius : elles disposaient d’une plus grande capacité de combat et étaient stationnées dans les postes les plus importants et les villes centrales. Celles qui formaient le laterculum minus disposaient d’une capacité de combat moindre et étaient stationnées dans les avant-postes et les villages.
La Notitia Dignitatum  nous donne une bonne idée de la classification et des grades des différents corps armés au début du Ve siècle:
Au sommet se trouvent les régiments palatins comprenant des unités (vexillationes) de cavalerie et des légions d’infanterie, suivis des nouvelles formations d’infanterie de Constantin, les auxiliae.
L’armée mobile (comitatus) comprend uniquement des détachements (vexillationes) et des légions et sont suivis par les pseudocomitatenses (voir ci-après) composés de fantassins.
La diversité est plus grande chez les limitanei. Le long des plus anciennes frontières (Rhétie, Pannonie I, Danube et Bretagne) l’organisation de Dioclétien se maintient de façon presque intacte : les troupes au haut de la liste sont des détachements de cavalerie (vexillationes – appelés ici equites) et les légions, suivis des alae (ailes) de cavalerie et des cohortes d’infanterie. Sur le Danube moyen et inférieur les détachements de cavalerie et les légions sont renforcés ou remplacés par une nouvelle forme d’unité de cavalerie, le cunei equitum alors que de nouvelles formes d’infanterie, les auxiliae, remplacent les cohortes. Dans les provinces de Gaule, les classifications sont abandonnées au profit du terme générique milites. Les listes du dux Britanniarum et du comes litoris Saxonici conservent plusieurs numeri, terme général désignant des unités de tous genres. Enfin, on retrouve les flottes (classes) qui survivent à Ravenne et Misenum, ainsi que le long du Danube. Aucune n’est mentionnée pour le Rhin et seules quelques-unes sur les rivières de Gaule et sur les lacs des Alpes.

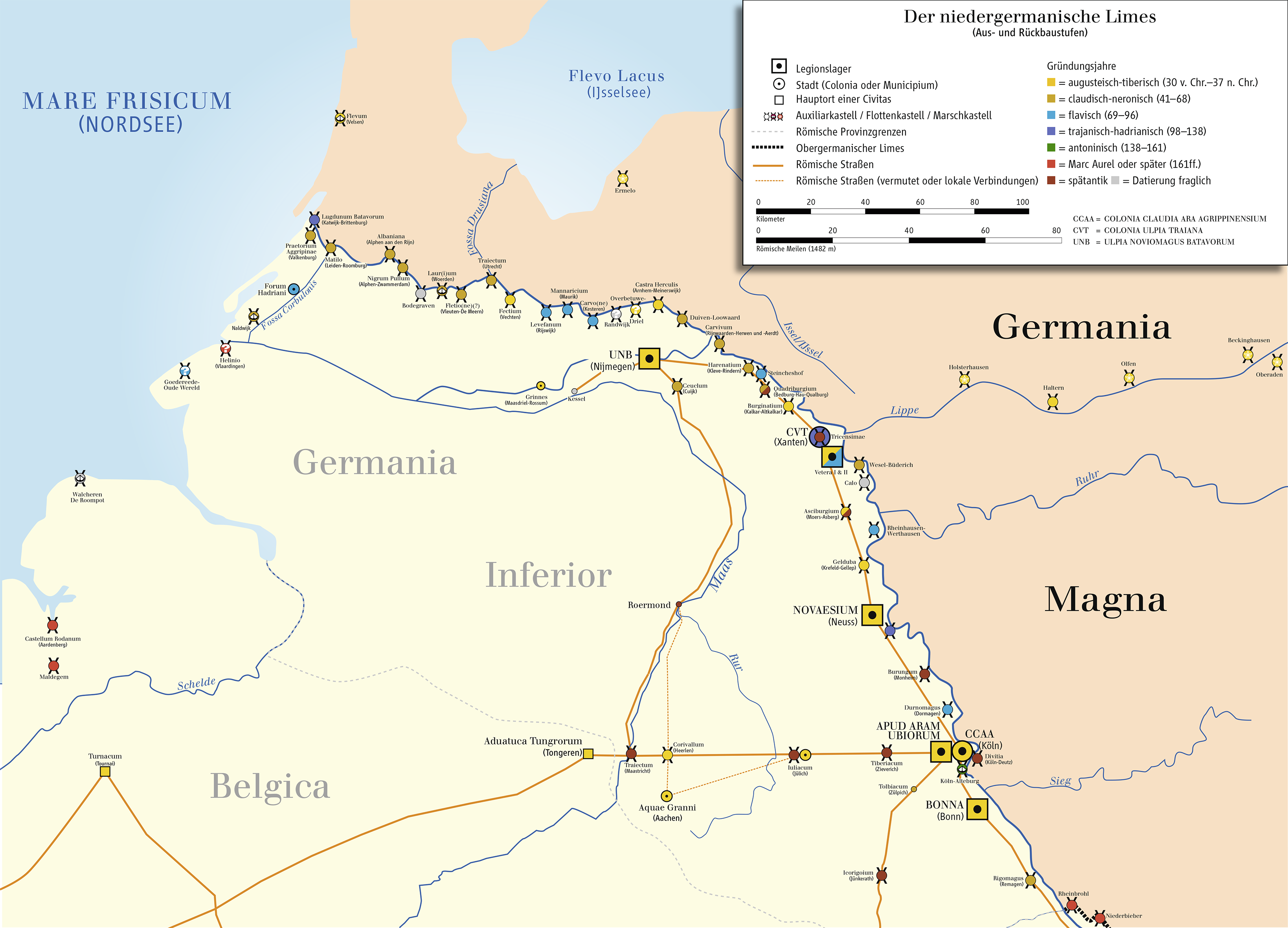
Carte du limes de Germanie inférieure et position des campements romains

La mission des limitanei consistait avant tout à défendre la frontière contre toute tentative d’invasion mineure. Les soldats faisaient des patrouilles quotidiennes et remplissaient les tâches traditionnelles d’une garnison militaire. Venaient ensuite des tâches de police comme le maintien de la sécurité interne, la surveillance des rues ou la sécurité des hauts-fonctionnaires, percepteurs d’impôt et magistrats. En cas d’invasion massive, leur tâche étaient de contenir les envahisseurs jusqu’à l’arrivée des forces de l’armée mobile (comitatenses) ou de la garde palatiale (palatini). 
La répression des grandes intrusions, même lorsqu’elles ne comprenaient que quelques milliers de combattants, était du ressort des comitatenses qui étaient stationnés derrière le limes,. Si ces troupes étaient mises en déroute par les envahisseurs ou pis encore, anéanties, il ne restait d’autre solution aux garde-frontières que de se barricader avec la population civile derrière les murailles des fortifications et d’attendre que l’empereur ou son général en chef (Magister militium) monte une expédition de secours ou parvienne à conclure un traité de paix avec les envahisseurs,. S’aventurer hors des fortifications signifiait une défaite presque certaine. Aussi, s’ils ne constituaient guère un obstacle de taille pour des envahisseurs bien organisés, ils pouvaient néanmoins bloquer ou rendre difficile d’accès les cols de montagnes ou routes de transit utilisées par ceux-ci, ce qui retardait leur progression et les obligeaient à trouver dans les environs les provisions nécessaires à leur ravitaillement. La plupart des tribus barbares qui participèrent aux invasions du début du IVe siècle ne disposaient guère des moyens matériels nécessaires à l’organisation d’un siège de longue durée. En ce sens, les limitanei répondirent-ils de façon générale à la mission qui leur avait été confiée. 

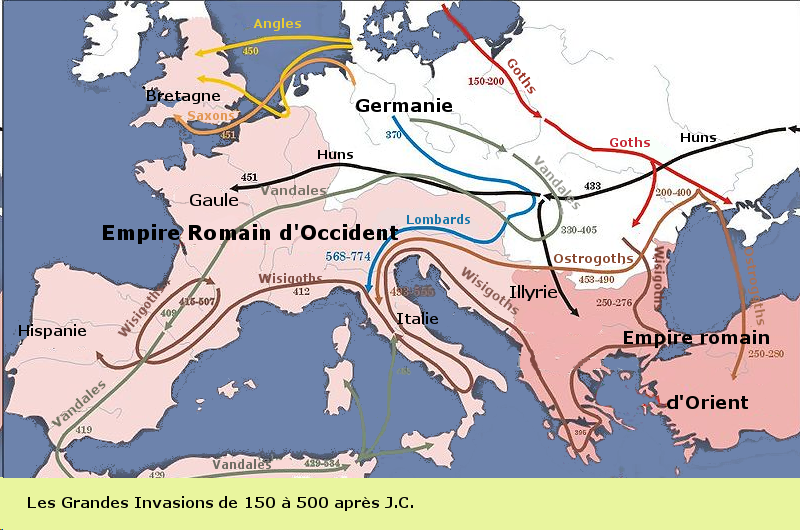
Les grandes invasions, de 150 à 500 apr. J.-C.

Si le nombre des garde-frontières était trop faible pour contrer des razzias importantes ou des invasions militaires, ils suffirent à faire face aux incursions de moindre importance. Un relevé des sources pertinentes montre que les razzias de tribus barbares étaient généralement le fait de moins de 400 guerriers ; des groupes de cette taille pouvaient relativement facilement être mis en échec par les garde-frontières, un numerus comprenant en général de 200 à 300 soldats. Au contraire, les invasions plus considérables supposaient un temps de préparation et une logistique qui ne pouvaient manquer d’échapper aux services de renseignements de Rome, permettant dans divers cas aux autorités impériales de prendre les mesures appropriées. Toutefois les invasions massives comme celles que connurent le IVe siècle en Occident ou les Ve siècle/VIe siècle en Orient ne purent être arrêtées ou ne le furent qu’au prix d’énormes difficultés. Les frontières étaient trop étirées et les garde-frontières trop peu nombreux pour résister à de telles invasions. De plus, la lenteur des communications et le temps requis mettre en branle les comitatenses faisaient en sorte que, souvent, les plus petites unités qui constituaient l’armée des frontières se révélaient  plus efficaces parce que plus mobiles. Du reste, nombre de ces invasions n’avaient pas pour but d’annexer une partie de l’Empire romain, mais d’amasser du butin. Une fois la razzia terminée, les attaquants retournaient sur leur territoire et  il arrivait souvent que la garde palatine dépêchée sur les lieux dut prendre le chemin du retour sans avoir à combattre. D’où, du moins jusqu’au IVe siècle, le fait que les campagnes militaires romaines en étaient souvent de représailles . 
La Notitia Dignitatum nous permet de nous faire une idée du nombre de limitanei aux environs de 425. L’armée d’Occident à cette époque comprenait 375 unités, soit probablement 135 000 hommes. De ce nombre, 195 régiments, soit environ 135 000 légionnaires dont la grande majorité était stationnée le long du Danube (117 unités) et en Bretagne (43 unités). En Afrique, il y avait 8 unités en Tingitane et 2 en Tripolitaine. La Gaule comptait 14 unités dans les quatre ducati de Sequania, Moguntiacum, Belgica et Armorica.
Pour l’empire d’Orient, la Notitia donne le chiffre global de 495 unités, soit environ 350 000 hommes. La majorité, soit 340 unités (environ 250 000 hommes) étaient des limitanei  dont 88 étaient postées le long du Danube et presque autant en Égypte et en Libye.

## État-Major et organisation

Emblème de bouclier des “defensores seniores” selon la Notitia Dignitatum

En considérant les titres et les fonctions des officiers supérieurs, il faut se souvenir que les titres ont fait l’objet de nombreuses modifications au cours des siècles et n’ont pas toujours impliqué les mêmes fonctions.
Le commandant en chef de l’armée (Magister militum) était également commandant des limitanei. Tel que mentionné plus haut, Dioclétien (r. 284-305) avait réformé l’administration provinciale en doublant le nombre des provinces et en créant des diocèses gouvernés par des vicaires et regroupés en quatre préfectures : Gaules, Italie, Illyrie et Orient, . Il  créa dans certaines zones frontalières des commandants militaires ou duces (sing. dux) distincts des gouverneurs de province qui commanderont les détachements de limitanei. Certains de ceux-ci parviendront plus tard à la fonction plus élevée de comites militare (par ex. le Comes litoris Saxonici per Britanniam; litt : comte des côtes saxonnes en Bretagne). Les commandants de régiment étaient désignés sous le titre de praepositus et pouvait avoir le rang de tribun ou de préfet. Ces officiers exerçaient une influence considérable dans la vie quotidienne de leur province d’affectation et étaient responsables de tout ce qui était de responsabilité à long terme sur le territoire où étaient stationnées leurs troupes. 
Officiers supérieurs :
- Comes (titre). Littéralement « compagnon », ce titre désignait à l’origine un officier dans l’entourage immédiat de l’empereur. Par la suite, ce titre servit à désigner plusieurs fonctions à la fois civiles et militaires. Le « comte » pouvait être en charge soit des troupes de campagne de certaines régions (comes Litoris saxonicum per Britannias) ou de troupes de garde-frontières (comes limitis ).

- Dux (rang). Littéralement « chef », à partir de Dioclétien et de Constantin, général commandant les forces militaires d’une province ou d’une partie de province. Il était sous les ordres du magister militum.

Officiers :
- Tribunus (rang). Officier commandant l’un des nouveaux (i.e. après les réformes de Dioclétien et de Constantin) régiments : auxilia palatina ou numerus, ainsi que les anciennes cohortes des limitanei.

- Praefectus  (rang). Dans l’empire d’Occident, officier commandant une ancienne (i.e. avant les réformes de Dioclétien et de Constantin) légions (Praefectus legionis), d’une ancienne alae (Praefectus alae). Il pouvait également commander un ensemble d’unités réunies en vue d’une campagne (par ex : Praefectus legionis quartaedecimae geminae militum liburnariorum cohortis quintae partis superior, Carnunto – préfet commandant la XIVe légion ainsi qu’une partie de la flotte du Danube et la Ve cohorte à partir de Carnuntum).

- Praepositus (titre). Originellement la désignation d’un officier qui exerçait le commandement temporaire ou de façon intérimaire d’une unité, généralement un détachement (vexillatio) au cours d’une campagne. Le titre pouvait être détenu par des officiers de rangs divers : préfets, tribuns ou centurions.

- Protector (titre). À l’origine, membre d’un corps d’élite créé par Gallien. Le groupe se transforma par la suite en une sorte d’école de formation pour officiers. Les candidats-officiers effectuaient alors des stages auprès d’officiers supérieurs pour acquérir de l’expérience soit en organisant le recrutement de personnel ou en surveillant les procédures de douanes.

Sous-officiers :
- Primicerius (rang). Sous-officier senior tant avant qu’après les réformes dont le nom figurait en premier sur le rôle du régiment (matrix). Il remplaçait le commandant pendant ses absences et s’occupait de l’administration quotidienne de l’unité.

- Vicarius (titre). Le sous-officier ayant le plus haut rang qui prenait charge de l’unité en l’absence du tribun. Lorsqu’un régiment d’infanterie était divisé en deux, le tribun commandait le premier groupe, le vicarius le second.

- Domesticus (titre). Chef du personnel ou adjudant d’une unité. Ne doit pas être confondu avec les domestici qui accompagnaient l’empereur.

- Campidoctor (rang). Responsable de l’entrainement des troupes, il venait après le tribunus et le primicerius.

- Ducenarius (rang). Originellement, une classe de juges appelés à régler les causes mineures.

- Centenarius (rang). Littéralement commandant d’un groupe de cent légionnaires. Il n’est pas certain toutefois que ce chiffre doive être pris au sens exact du terme.

- Ordinarius (rang) Sous-officier probablement similaire après les réformes aux anciens centurions des légions commandant un groupe de quatre-vingt légionnaires, soit une cohorte au VIe siècle.

- Biarchus (rang) Sous-officier probablement similaire aux anciens décurions qui commandaient un groupe de huit hommes dans les anciennes légions.

Soldats :
- Semissalis (grade). Soldat senior recevant une solde plus haute que les soldats ordinaires.

- Pedes et eques (rang) Fantassins et cavaliers ordinaires.

- Tiro . Recrue; le rang le plus bas de l’armée, désignant l’aspirant-légionnaire pendant sa période de formation.

## Infanterie et cavalerie

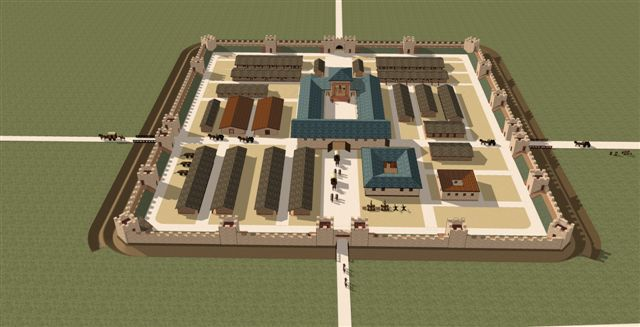
Reconstruction d’un camp fortifié romain (Kastel Miltenberg)

Contrairement à la tradition qui faisait des limitanei une sorte de milice paysanne armée, la recherche contemporaine y voit plutôt des unités régulières de l’armée romaine. Cette notion de « paysan en armes » résulterait d’une erreur d’interprétation de fragments ou de textes antiques incomplets. En fait, au cours du IVe siècle, on ne note aucune différence radicale entre comitatenses et limitanei. Ce n’est qu’à partir du Ve siècle que l’on voit, et ce seulement dans l’empire d’Orient, que des terres sont assignées aux soldats. De plus, toujours selon Jones, c’est au moment de leur départ de la légion et non pendant leur période de service que les limitanei se voyaient concéder des terres. Toutefois, le Codex Justinianus décrit le rôle des limitanei comme étant « de défendre les forts et les villes des districts limitrophes et de cultiver le sol » ce qui laisse supposer que les deux fonctions s’exerçaient simultanément. 
On a également soutenu que les limitanei étaient moins bien formés, moins expérimentés et dès lors aussi moins mis en valeur que leurs collègues de l’armée mobile et, en conséquence, moins bien payés. Il est vrai que les limitanei étaient moins bien considérés que les comitatenses et qu’une loi de 375 spécifiait par exemple que les candidats légionnaires au physique plus imposant devaient être enrôlés dans les comitatenses alors que les moins forts devaient rejoindre les limitanei. Mais la recherche contemporaine réduit l’écart existant entre les deux groupes. On peut même croire que certains soldats préféraient joindre les rangs des limitanei, considérant que la vie dans l’armée mobile, avec ses déplacements constants à travers l’empire et ses occasions plus nombreuses de combat, n’en valait pas la peine à long terme. Ceci pourrait aussi expliquer pourquoi les comitatenses étaient mieux rémunérés puisqu’ils devaient plus souvent faire face à l’ennemi. On sait également qu’à l’occasion des crises du Ve siècle en Occident, en raison d’une pénurie de ressources humaines et financières, nombre de limitanei furent retirés des frontières et enrôlés dans l’armée mobile pour renforcer les comitatenses, sans que l’on mentionne dans les sources anciennes qu’un tel transfert eût affaibli la puissance de combat des troupes. 
Pour sa part, Edward N. Luttwak attribue la transformation de la légion traditionnelle avec ses alae, cohortes et numeri à l’origine très mobiles en unités beaucoup plus sédentaires de paysans-soldats au fait que la très mince ligne de forts et fortins traditionnels, constructions purement temporaires ait cédé la place graduellement à un réseau de forteresses avec murailles de pierre, tours de garde et fossés protecteurs et, en renforçant la sécurité, permettait de libérer les soldats pour d’autres tâches sans que l’efficacité des troupes diminue, d’autant plus que les limitanei avaient intérêt à défendre leurs familles et leurs propriétés sur place.
De la même façon, John Haldon voit dans l’enracinement de ces soldats dans les provinces d’Anatolie à partir de 640 un facteur de souplesse et de résilience qui permit de rétablir rapidement le contrôle de l’Empire byzantin sur les territoires dévastés par les razzias arabes, de réorganiser et de renforcer garnisons et forteresses après ces campagnes, et d’enlever ainsi aux ennemis pratiquement toute possibilité de s’établir de façon permanente dans les monts du Taurus et de l’Anti-Taurus.

Emblème de bouclier des Lanciarii Comaginenses, selon la Notitia Dignitatum

Toujours selon la Notitia Dignitatum, la cavalerie formait à la fin du IVe siècle environ 50 % des effectifs des limitanei, sans doute parce que l’une de ses principales activités était de patrouiller le territoire. Comme dans l’infanterie, le statut de ces unités était inférieur à celui de leurs homologues de l’armée mobile.

## Pseudocomitatenses
Les limitanei ne prenaient guère part aux batailles importantes. Toutefois, en cas de besoin, leurs meilleures unités étaient transférées et intégrées au sein des comitatenses pour être  désignées comme pseudocomitatenses, sans cependant se voir octroyer les privilèges afférents. En Orient, de telles unités font leur apparition en 365 alors qu’elles sont mentionnées dans des dépêches adressées à l’empereur Valentinien (r. 364-375). En Occident, on n’en trouve trace que dans la Notitia Dignitatum. Il est néanmoins fort possible que de tels transferts aient eu lieu plus tôt, par exemple lors des guerres civiles. La chose n’est cependant pas démontrée et les unités qui se retrouvaient le plus constamment dans l’armée de campagne avaient de grandes chances d’être « promues » au sein des comitatenses. On sait également que diverses unités de comitatenses, à la fin de leur engagement, étaient versées dans les pseudocomitatenses; Synésios de Cyrène (v. 370 - v. 414), évêque de Ptolémaïs et épistolier, cite même des unités que l’on menaça d’être « rétrogradées » au rang de limitanei. 
Ralf Scharf pour sa part n’exclut pas la possibilité que les pseudocomitatenses, au terme d’un délai imparti aient été incorporées au sein des comitatenses. La question se pose toutefois de savoir s’il était possible de transférer des unités complètes de limitanei au sein des armées de campagne sans que certaines portions de la frontière soient dégarnies. D’autant plus que, recrutés pour la plupart près de l'endroit où ils servaient, les limitanei étaient profondément ancrés dans leur environnement et ne quitteraient celui-ci que difficilement. 
Quoi qu’il en soit, on trouve dans la Notitia Dignitatum quarante-huit « légions » énumérées comme faisant partie des pseudocomitatenses  avec mention qu’elles furent transférées à l’armée mobile après avoir servi comme forces provinciales. Selon Jones, ces transferts, courants dans l’empire d’Occident jusqu’à Honorius (r. 384-423), démontrent que la cloison entre comitatenses et limitanei n’était pas aussi étanche qu’on l’a cru plut tôt puisque de tels transferts se seraient avérés impossibles si les limitanei n’avaient été composés que de simples paysans en armes.

## Vie en garnison

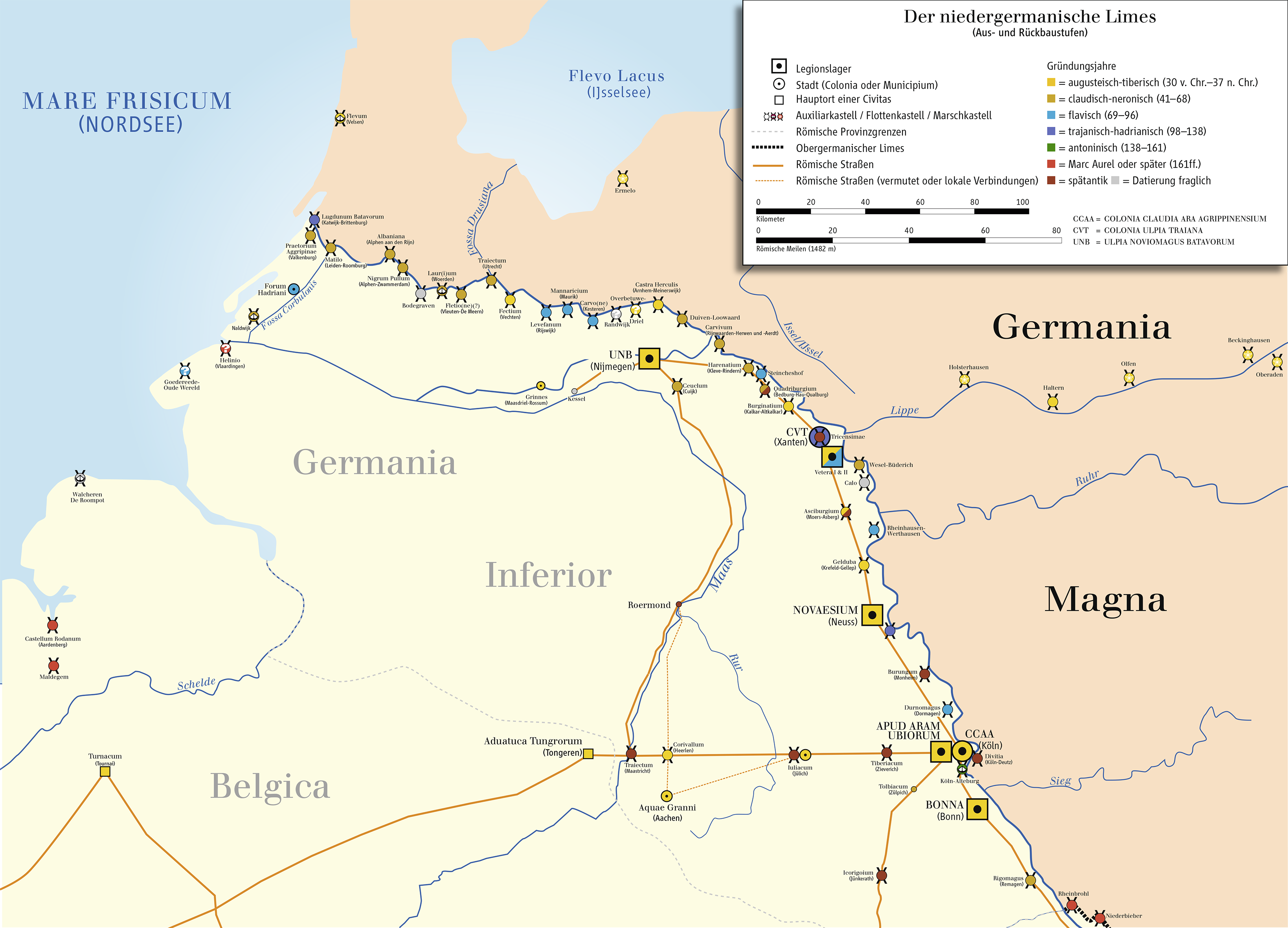
Carte du limes de la Germanie inférieure et des camps situés à proximité.

Un changement majeur dans le recrutement des troupes eut lieu au début du Ve avec l’abolition de l’obligation pour un fils de légionnaire de devenir à son tour légionnaire et celle de la conscription; le recrutement se fit par la suite sur une base entièrement volontaire.
La durée du service militaire a varié selon les époques et différait selon le type d’unités. En 311, les soldats servant dans une légion ou un détachement recevaient une libération honorable (honesta missio) après vingt ans de service mais ne recevaient l’ensemble des privilèges attribués aux vétérans (emerita missio) qu’après vingt-quatre ans. Constantin n’appliqua au départ cette règle qu’aux comitatenses; les riparienses devaient servir vingt-quatre ans pour leur honesta missio.
Les privilèges octroyés aux vétérans varièrent également en fonction des époques, de leur rang au moment de la retraite et du statut des unités dans lesquelles ils servaient. Tous les vétérans étaient exempts de la taxe-censitaire (capitatio). Ils étaient également exempts de corvée, de taxes de marchés et de droits de douane, ainsi que de la collatio lustralis (taxe sur le capital investi). Mais peut-être plus important encore, ils étaient exempts des fonctions curiales (administration municipale) qui leur auraient été imposées en tant que propriétaires terriens.
En dépit d’un statut inférieur, d’une maigre solde et de rations minimales, qui ne pouvaient être complétées par la possibilité de prélever du butin sur l’ennemi, la vie du garde-frontière, compte tenu de l’époque, s’avérait raisonnablement supportable. Ces légionnaires étaient assurés d’un minimum vital et vivaient dans un environnement protégé. Dès 443, les sources citent des garde-frontières qui pouvaient cultiver leur domaine près de leur lieu d’affectation. De plus, une fois démobilisé, le légionnaire n’avait pas à payer d’impôt sur ce domaine. Dans la plupart des cas, pas toujours cependant, ils pouvaient s’attendre à ce que leurs fils soient recrutés dans la même légion et fassent leur service dans les environs du domaine familial.
Toutefois, le service dans des postes éloignés et souvent isolés signifiait aussi que les légionnaires étaient largement dépendants de leurs officiers supérieurs. Il arrivait souvent que ceux-ci soient corrompus, qu’ils diminuent les rations et s’approprient les profits . Nombre de légionnaires devaient ainsi exercer une activité d’appoint pour s’assurer d’un minimum vital. Des sources du VIe siècle rapportent que dans la famille de Flavius Patermuntus, outre leur service régulier, les hommes faisaient du transport fluvial. Quelquefois cette activité prenait même la priorité ne laissant que peu de temps pour le service militaire. On cite ainsi le cas d’un légionnaire de l’unité des transtigritani qui avait loué la boulangerie de soldats appartenant aux clibanarii leones.

Plan d’un camp romain traditionnel : 1. Prætorium 2. Via prætoria 3. Via principalis 4. Porta principalis (dextra, droite) 5. Porta decumana 6. Porta principalis (senestra, gauche) 7. Porta prætoria

Bien que nombre de fortins dans l’Antiquité tardive aient été de dimensions modestes, ils n’en témoignaient pas moins de la présence de l’armée impériale sur d’immenses territoires . La plupart des limitanei étaient stationnés soit dans de tels forts ou fortins, soit dans des villes fortifiées le long du limes. 
Quelles que soient ses dimensions, le plan de ces forts était similaire au plan qui avait été celui des campements que les légions édifiaient après chacune de leurs journées de marche. Les seules modifications étaient, à l’intérieur du camp, des baraquements en dur au lieu de tentes pour servir de logements aux légionnaires, des magasins et baraques servant aux différentes fonctions d’une garnison permanente et, sur son pourtour, le renforcement des éléments défensifs (murailles de pierre avec tours de guet alignées sur leur périmètre, entourées de fossés garnis de différentes chausse-trappes pour rendre les murailles plus difficiles d’accès). Le fort était divisé en quatre parties par la via decumana et la via principalis avec, au centre, le praetorium (résidence du commandant et quartier général). À partir du Ier siècle on y ajouta des bains (quelquefois à l’extérieur du camp) et des amphithéâtres (ludi) toujours en dehors du camp, utilisés pour des manœuvres ou des spectacles.  On y trouvait également des magasins (borrea) pour la nourriture. Les besoins de l’administration firent en sorte que l’on en vint à séparer le quartier général (principium) de la résidence du général (praetorium) qui lui fut adjacent. Les insignes emblématiques étaient gardés dans un sanctuaire (sacellum) faisant partie du principium .